# NATO-Tage in Ostrava

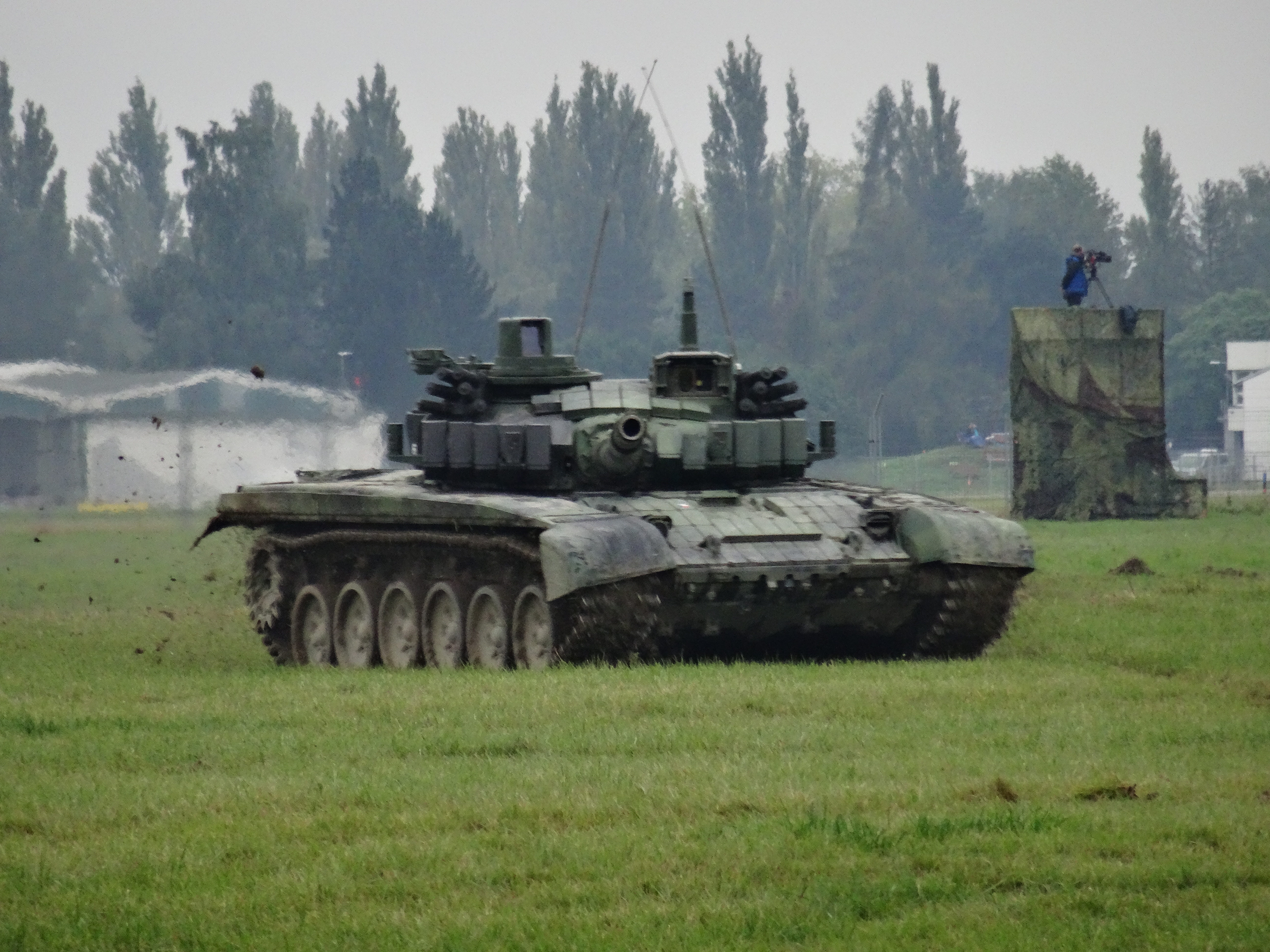
Tschechischer T-72M4CZ bei den NATO-Tagen (2017)

Die NATO-Tage in Ostrava (seit 2010 kurz für englisch NATO Days in Ostrava & Czech Air Force Days, tschechisch Dny NATO v Ostravě & Dny Vzdušných sil Armády České republiky, wörtlich aus dem Tschechischen „NATO-Tage in Ostrava & Tage der Luftwaffe der Armee der Tschechischen Republik“) sind eine seit 2001 im Jahresrhythmus in Tschechien veranstaltete Ausstellung von Sicherheitskräften sowie Zivil- und Katastrophenschutzkräften (Hilfsorganisationen). Neben der Präsentation der ausstellenden Organisationen und ihrer Ausrüstung ist eine Flugschau Teil der Veranstaltung, die mit durchschnittlich 110.000 Besuchern eine der größten Veranstaltungen im Moravskoslezský kraj sowie die größte ihrer Art in Europa ist.
Nach dem NATO-Beitritt Tschechiens im Jahr 1999 wurden die NATO-Tage zunächst ab 2001 in der Stadt Ostrava, seit 2003 auf dem nahegelegenen Flughafen Ostrava in Mošnov veranstaltet. Seit 2010 finden im Rahmen der NATO Days parallel die Tage der tschechischen Luftwaffe statt. Das zweitägige Hauptprogramm wird von einigen Veranstaltungen begleitet, unter anderem auf dem Gelände der Witkowitzer Eisenwerke.
Neben NATO-Mitgliedstaaten nehmen auch Nichtmitglieder an den NATO-Tagen teil, darunter beispielsweise Saudi-Arabien (2017), die Schweiz (2016, 2012) oder Österreich (seit 2010). Von den 29 Mitgliedstaaten haben bis einschließlich 2017 Island, Luxemburg, Portugal, Bulgarien, Albanien, Kroatien und Montenegro noch nie an den NATO-Tagen teilgenommen.

## Geschichte
Nachfolgend sind wesentliche Entwicklungen der NATO-Tage dargestellt.

### 2001
2001 fand die Veranstaltung erstmals als NATO-Tag in Ostrava auf dem dortigen Messegelände Černá louka statt. Es wurde Ausrüstung von Sicherheitskräften sowie Hilfsorganisationen gezeigt. Daneben demonstrierten unter anderem Antiterroreinheiten ihr Vorgehen. Initial wurde die Veranstaltung von 10.000 Personen besucht. Polen nahm als einziger Partner in dem Jahr mit Fallschirmjägern an der Veranstaltung teil.

### 2002
Im Folgejahr fand der NATO-Tag am selben Ort statt. Als neuer Partner präsentierte sich die Slowakei, damals noch kein NATO-Mitglied. 15.000 Besucher nahmen an der Veranstaltung teil.

### 2003
2003 fand der NATO-Tag erstmals auf dem Gelände des Regionalflughafens Ostrava statt, der 20 Kilometer südwestlich von Ostrava nahe Mošnov liegt. Seitdem wurde dieser Veranstaltungsort und auch der Zeitraum (September) beibehalten. Der permanente Teilnehmerkreis wurde unter anderem auf den tschechischen Zoll ausgeweitet. Ein Mi-24 führte die erste Flugschau in der Geschichte der Veranstaltung durch. Einziger Partner in dem Jahr war das Vereinigte Königreich, die Besucherzahlen betrugen 25.000.

### 2004
Neben Polen und dem Vereinigten Königreich wurde 2004 erstmals direkt die NATO eingebunden, die eine als AWACS-Luftaufklärer genutzte Boeing E-3 zur Verfügung stellte. 40.000 Personen besuchten den NATO-Tag in dem Jahr.

### 2005
In dem Jahr blieben Polen und das Vereinigte Königreich die einzigen Partner. Unter anderem wurde das englische Mehrzweckkampfflugzeug Tornado F.3, tschechische Kampfpanzer T-72M4CZ und Schützenpanzer BVP-2 sowie die Mehrzweckhubschrauber Mi-17 und W-3A gezeigt. 35.000 Besucher wurden an dem Tag gezählt.

### 2006
2006 nahmen erstmals die Vereinigten Staaten mit vier Luftüberlegenheitsjägern F-15 an dem Ereignis teil. Ein Großteil der ausgestellten Fluggeräte wurde von der Royal Air Force bereitgestellt. 55.000 Personen besuchten den NATO-Tag.

### 2007
Neben den vorherigen Partnern kamen in dem Jahr Deutschland, Italien und Spanien hinzu. Erstmals wurde der Eurofighter Typhoon, die Saab 39 sowie die F-16 und F-18 gezeigt. Ausgestellt wurde auch eine Boeing C-17 sowie der israelische Kampfpanzer Merkava. Die Besucherzahlen erreichten in dem Jahr 60.000.

### 2008
Erstmals nahmen Frankreich, die Niederlande und die Ukraine teil. Unter anderem wurde das Transportflugzeug An-124 ausgestellt. In dem Jahr verringerte sich die Besucherzahl wetterbedingt auf 40.000.

### 2009
2009 wurde die Veranstaltung in NATO-Tage in Ostrava umbenannt und auf zwei Tage ausgedehnt. 135.000 Besucher trafen in dem Jahr auf die neuen Partnernationen Belgien, Dänemark, Griechenland und Rumänien. Ausgestellt wurde unter anderem das Großraumtransportflugzeug C-5 Galaxy.

### 2010
Seit 2010 trägt das Veranstaltungswochenende den Namen NATO-Tage in Ostrava und Tage der Luftwaffe der Armee der Tschechischen Republik. Erstmals nahmen Österreich und Ungarn daran teil. 185.000 Besucher konnten dieses Mal auch den Langstreckenbomber B-52 sehen.

### 2011
225.000 Besucher trafen 2011 auf die neuen Partnernationen Israel, Lettland, Norwegen, Schweden und die Türkei. In dem Jahr zeigte erstmals die deutsche ZUZ in Zusammenarbeit mit tschechischen Spezialeinheiten ihr Können – bis dahin das zweite Mal in ihrer Geschichte und erstmals außerhalb von Deutschland.

### 2012
Neue Partnernationen waren Estland, Litauen, Slowenien und die Schweiz. 208.000 Besucher sahen erstmals mehr als 20 Nationen.

### 2013
2013 stand die Veranstaltung im Zeichen des 20. Jahrestages der Unabhängigkeit Tschechiens. Unter anderem eine Luftbetankung tschechischer Saab 39 durch ein schwedisches KC-130-Tankflugzeug konnte von 145.000 Besuchern gesehen werden.

### 2014
Seit 2014 bekommt eine Partnernation die Möglichkeit, sich auf einer exklusiven Fläche des Flughafens für Besucher intensiver zu präsentieren. Diese erste exklusive Partnernation war 2014 Polen. Weiter konnten 225.000 Besucher unter anderem das Kipprotor-Wandelflugzeug CV-22B betrachten. Erstmals nahmen auch der tschechische Staatspräsident Miloš Zeman und Finnland mit einer F-18 an den NATO-Tagen teil.

### 2015
2015 konnten 225.000 Besucher erstmals Jordanien als teilnehmende Nation sehen. Schweden stellte als exklusiver Partner in dem Jahr mehrere historische Flugzeuge zur Schau (Saab 29, Saab 35, Saab 37, Saab 105). Anwesend waren auch der schwedische Verteidigungsminister Peter Hultqvist und der Vorsitzende des NATO-Militärausschusses Petr Pavel.

### 2016

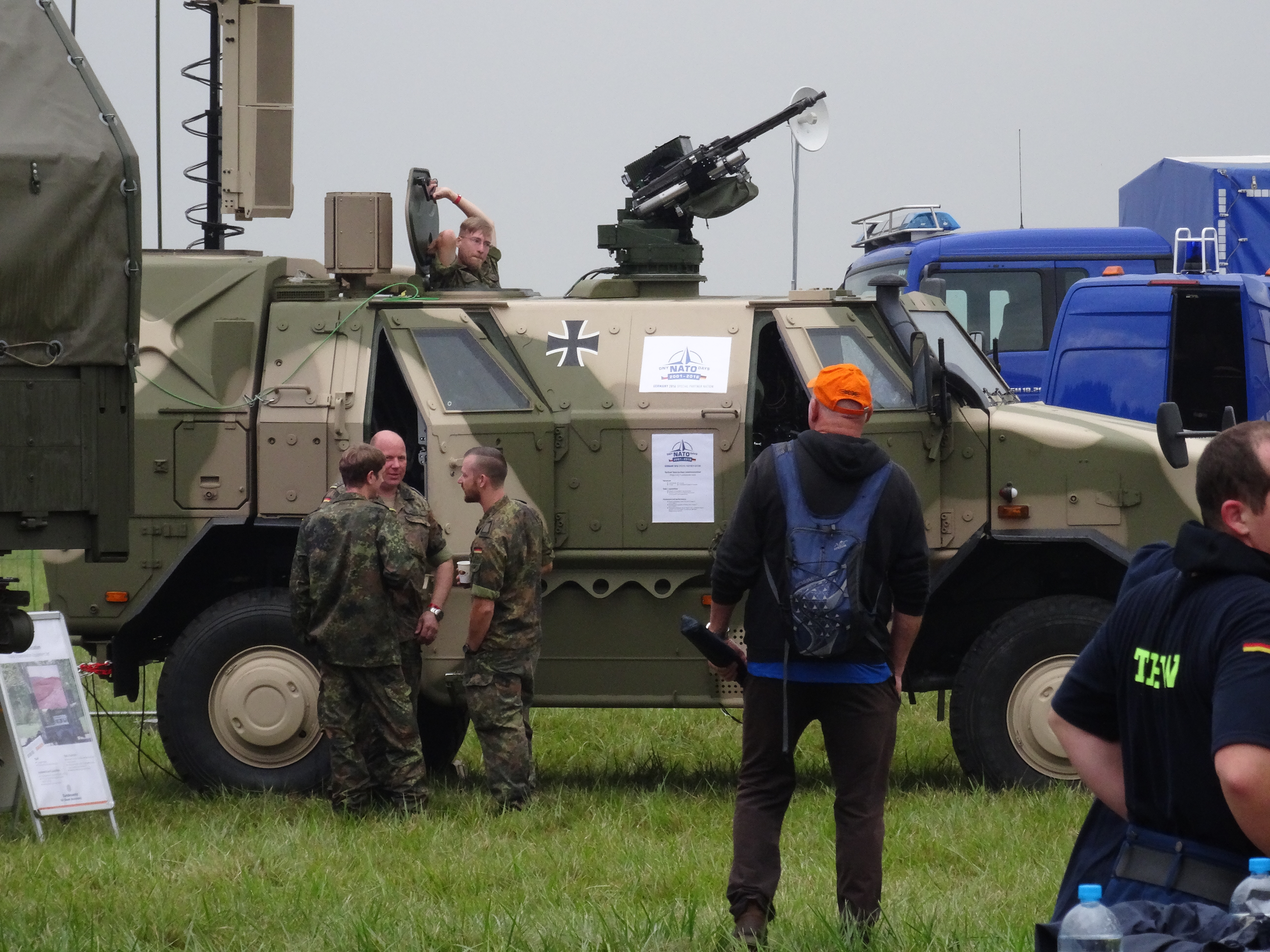
Deutscher Dingo 2 mit FLW 100 bei den NATO-Tagen (2016)

Deutschland war 2016 exklusive Partnernation. Erstmals wurden der Langstreckenbomber B-1 sowie das Transportflugzeug A400M ausgestellt. Besonders war auch die Ausstellung von 20 Helikoptern unterschiedlicher Nationen. Wetterbedingt kam es zu einem Einbruch der Besucherzahlen am ersten der beiden NATO-Tage, diese erreichten insgesamt 130.000.

### 2017
2017 war die Slowakei exklusive Partnernation. Erstmals waren Kanada und Saudi-Arabien mit den Saudi Hawks unter den 17 teilnehmenden Nationen. Es waren mehr als 80 Luftfahrzeuge sowie 200 Landfahrzeuge ausgestellt. Ein wetterbedingtes Flugverbot am zweiten Veranstaltungstag hatte unmittelbare Auswirkungen auf die Besucherzahlen, die in dem Jahr nur 90.000 betrugen.

### 2018
Rund 225.000 Personen besuchten die Veranstaltung, die in dem Jahr im Zeichen des 100. Jubiläums der Staatsgründung der Tschechoslowakei stand. Den exklusiven Partner stellten die Vereinigten Staaten von Amerika, die erstmals den UH-1Y „Venom“ ausstellten. Insgesamt nahmen 20 Nationen an den NATO Days teil.

### 2019
2019 war Rumänien exklusive Partnernation bei den NATO-Tagen, die von 220.000 Personen besucht wurden. 17 Nationen stellten Militärtechnik aus, darunter eine C5-M „Super Galaxy“ der United States Air Force. Weiterer Bestandteil des Programms war ein gemeinsamer Absprung von 40 polnischen und tschechischen Fallschirmjägern.

### 2020
Aufgrund der COVID-19-Pandemie fanden die NATO-Tage 2020 ohne öffentliche Besucher statt. Diese konnten die ausschließlich dynamischen Vorführungen über Livestreams im Internet verfolgen. Im Fokus standen der 75. Jahrestag des Endes des Zweiten Weltkrieges und 15 Jahre Dienst des Saab 39 Gripen bei der Tschechischen Luftwaffe. Als exklusive Partnernation ersetzte Tschechien Schweden, welches dafür 2021 folgen soll.

### 2021
2021 fanden die 20. NATO-Tage unter Beteiligung von 18 Nationen statt. In diesem Jahr war Schweden die exklusive Partnernation. Zum ersten Mal wurden das Tarnkappenflugzeug F-35A Lightning II sowie die Drohne MQ-9 Reaper bei der Veranstaltung präsentiert. 60.000 Personen besuchten die Veranstaltung. Aufgrund von Hygienebestimmungen im Zuge der COVID-19-Pandemie waren die Besucherzahlen für beide Tage auf je 40.000 Personen limitiert, erstmals eine namentliche Registrierung und Nachweise zum Gesundheitsstatus vor Zutritt zum Gelände notwendig.

### 2022
19 Nationen beteiligten sich 2022 an den NATO-Tagen, welche keine exklusive Partnernation, sondern die NATO selbst im Fokus hatten. Erstmals gezeigt wurden unter anderem ein Mi-24P der ungarischen Luftstreitkräfte, der Taktische Transporthubschrauber NH90 TTH sowie eine JAS 39E. Etwa 110.000 Personen besuchten die Veranstaltung, die wieder ohne Restriktionen aufgrund der COVID-19-Pandemie stattfand, aber weiterhin über Livestreams im Internet verfolgt werden konnte.

### 2023
2023 beteiligten sich 19 Nationen. Partnerland war Polen. Etwa 185.000 Zuschauer konnten auf Schauflügen unter anderem das Tarnkappenflugzeug Lockheed Martin F-35 in den Varianten F-35A und F-35B sehen. Beide Veranstaltungstage wurden live im Internet gezeigt.

### 2024
Die NATO-Tage wurden 2024 erstmals in ihrer Geschichte abgesagt. Grund war die Hochwassersituation in Tschechien.

## Veranstalter
Die Veranstaltung wird von Jagello 2000 organisiert, einer tschechischen Vereinigung für Euro-Atlantische Zusammenarbeit, die für die Sicherheitspolitik der NATO und die Stärkung der transatlantischen Beziehungen eintritt. Beteiligt sind ferner die Streitkräfte der Tschechischen Republik, die tschechische Polizei, der Flughafen Ostrava sowie die Feuerwehr und der Rettungsdienst (Zdravotnická záchranná služba Moravskoslezského kraje) des Moravskoslezský kraj.
Unterstützer sind die Stadt Ostrava, der Militärflugzeughersteller Aero sowie Škoda Auto. Beteiligt als Veranstalter sind darüber hinaus das Außenministerium der Tschechischen Republik, die NATO Public Diplomacy Division und knapp 80 weitere Sponsoren.